# Рыбный дождь в Гондурасе

Департамент Йоро на карте Гондураса.

Рыбный дождь в Гондурасе (исп. Lluvia de peces de Yoro) — феномен типа дождя из животных. На протяжении более 100 лет ежегодно появляются сообщения о его выпадении в департаменте Йоро, Гондурас. Он также известен, как агуасеро де пескадо (исп. aguacero de pescado — буквально «рыбный дождь»).
Рыбный дождь является регулярным для населения этого департамента явлением. Каждый год между маем и июлем очевидцы наблюдают, как в небе возникает тёмное облако, а затем сверкают молнии, гремит гром, дует сильный ветер, и 2—3 часа льёт сильнейший дождь. После его завершения на земле остаются сотни живых рыб, которые люди собирают и несут домой готовить.
С 1998 года в городе Йоро проводится фестиваль «Festival de la Lluvia de Peces» («Фестиваль рыбного дождя»).
26 июля 2006 года по гондурасскому телевидению, в программе новостей «Abriendo Brecha» было показано сообщение о феномене с комментарием, что в последнее время рыбный дождь идёт дважды в год.

## Объяснение
Общепринятое объяснение данного явления заключается в том, что сильные ветры и смерчи поднимают в воздух рыбу, как и в других случаях с дождём из животных. Наиболее вероятным источником рыбы считается Атлантический океан, в 200 километрах от берега. Это объяснение является неправдоподобным, поскольку требует маловероятного совпадения водных смерчей, ежегодно собирающих рыбу в открытом море в мае-июне и транспортирующих рыбу прямо в Йоро.
Альтернативное объяснение гласит, что рыба является речной и что она плывет из ближайшей реки в подземный поток или пещерную систему. Сильный дождь переполняет поток и вымывает рыбу из её привычного места обитания, и оставляет на земле.

### Чудо отца Субираны
Многие люди верят, что феномен происходит из-за отца Хосе Мануэля Субираны, испанского миссионера-католика, считающегося святым. Он посещал Гондурас с 1856 по 1864 годы, и встретил очень много бедных людей, за которых он молился 3 дня и 3 ночи, прося Бога о чуде, которое бы помогло бедным людям выжить. С тех самых пор начал выпадать Дождь из Рыб.